# ららぽーと柏の葉
ららぽーと柏の葉（ららぽーとかしわのは）は、千葉県柏市若柴に所在する、三井不動産商業マネジメント運営のショッピングセンターである。

## 概要
2001年に閉鎖となった三井不動産が開設した「柏ゴルフクラブ」の跡地は、つくばエクスプレス柏の葉キャンパス駅の設置と共に、「柏の葉キャンパスシティ構想」が策定され、開発面積272.9ヘクタールに及ぶ柏の葉キャンパス街区の整備が進められた。
本施設は事業地における最初の大型プロジェクトとして着手され、2006年11月22日にグランドオープンした。なお、地域住民向けには1日早い前日にプレオープンしている。
2013年1月から4月にかけて、主要なテナントである東急ストア(Food campus Tokyu Store) などを除き、テナントの大幅な入れ替えを伴うリニューアルを実施。さらに2016年3月、新規・改装27店に及ぶリニューアルを実施した。
2014年4月26日には、柏の葉キャンパス駅前に新規建設された「ゲートスクエア」（オフィスやホテルが入居）の一部を「ららぽーと柏の葉北館」としてオープンした。

## 主なテナント

### 本館

#### 1階
- 東急ストア (Food campus Tokyu Store)[1][6][注釈 1]
- GU[6]
- ザ・ダイソー[6]
- 無印良品[6]
- ムラサキスポーツ[6]

他

#### 2階
- UNIQLO[7]
- Francfranc[7]
- ZARA[7]
- GAP[7]
- ハンズビー（ハンズのミニショップ形態[注釈 2]）[7]

他

#### 3階
- アカチャンホンポ[8]
- 島村楽器[8]
- クラフトハート トーカイ[8]
- コミュニティダイニング（フードコート）（3階中央部近傍に位置する当該フードコート以外に、同じ3階の北側外縁部にレストラン街がある）[8]

他

#### 4階
- MOVIX
- カルナ フィットネス&スパ[9]

#### 屋上庭園 ・屋上農園
- 屋上には、柏の葉キャンパスシティが望める屋上庭園がある。なお、屋上庭園へは4階のMOVIX横にある直通エレベーターでアクセスする。屋上庭園からは、太陽光発電や風力発電の機器を見ることができる[10]。
- 屋上農園には、階段でアクセスする[10]。屋上農園は屋上庭園からは直接アクセスできない。

### 北館

#### 1階
- ノジマ[6]
- モンベル[6]

#### 2階
- ファッションセンターしまむら[7]
- モンベル[7]

#### 3階
- 街のすこやかステーション（歯科・小児歯科 等）[8]

## MOVIX柏の葉
株式会社松竹マルチプレックスシアターズが運営し4階に入居するシネマコンプレックス（映画館）。2006年11月22日にオープンした。
10スクリーン・2,009席。現時点で3D上映にも対応。
| No. | 座席数 | 車椅子 | サイズ(m) | サイズ(m) | 備考 |
| No. | 座席数 | 車椅子 | 縦        | 横        | 備考 |
| --- | ------ | ------ | --------- | --------- | ---- |
| 1   | 103    | 2      | 3.7       | 6.8       |      |
| 2   | 360    | 3      | 5.6       | 13.4      |      |
| 3   | 139    | 2      | 4.3       | 10.4      |      |
| 4   | 103    | 2      | 3.7       | 6.8       |      |
| 5   | 103    | 2      | 3.7       | 6.9       |      |
| 6   | 103    | 2      | 3.7       | 6.8       |      |
| 7   | 93     | 2      | 3.7       | 6.8       |      |
| 8   | 221    | 2      | 5.3       | 9.9       |      |
| 9   | 292    | 2      | 6.0       | 11.1      |      |
| 10  | 470    | 3      | 5.9       | 14.0      |      |

## 営業時間
店舗により異なる。詳細情報は、公式サイト「営業時間」を参照。

## 交通アクセス
柏の葉キャンパス駅西口に隣接